# Booth Island

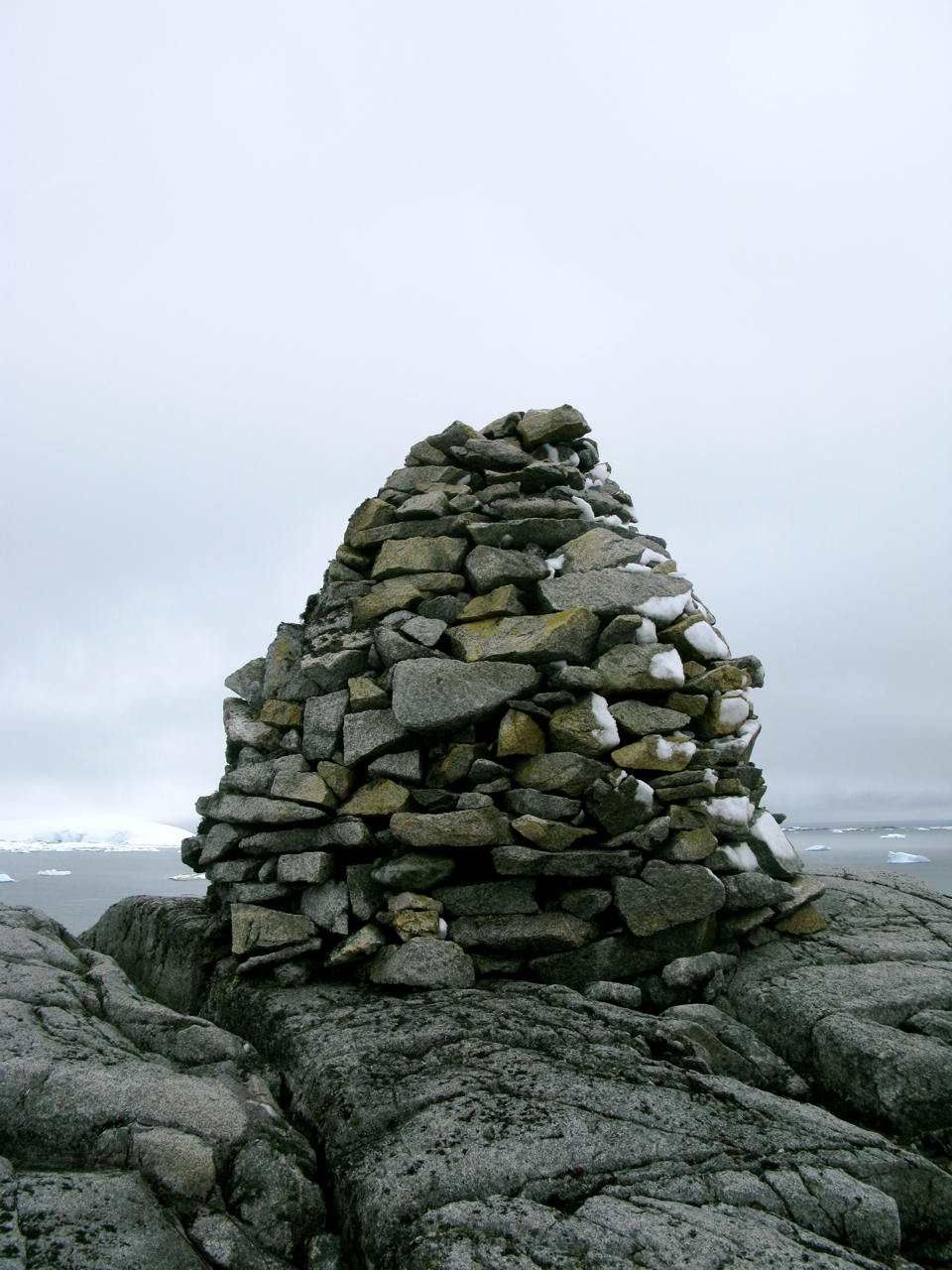
Kopiec Charcota (1904)

Booth Island  – wyspa w północno-wschodniej części Wilhelm Archipelago u zachodnich wybrzeży Półwyspu Antarktycznego.
Na wyspie znajduje się kamienny kopiec, na którym zamontowano drewnianą kolumnę i tabliczkę z imionami członków ekspedycji francuska pod dowództwem Jeana-Baptiste Charcota (1867–1936), która zimowała tu w 1904 roku. Kopiec znajduje się na liście historycznych miejsc i pomników w Antarktyce (ang. Historic Sites and Monuments in Antarctica, HSM), objętych ochroną na mocy Układu Antarktycznego ze względu na wartość historyczną, dokumentującą odkrycia i badania Antarktyki.

## Nazwa
Wyspa nazwana przez Deutsche Polar-Schifffahrts-Gesellschaft prawdopodobnie na cześć Oskara Bootha lub Stanleya Bootha (lub obu), członków Hamburskiego Towarzystwa Geograficznego . 
Nazwana przez Belgijską Wyprawę Antarktyczną w 1898 roku Île Wandel na cześć Carla Fredericka Wandla (1843–1930), duńskiego badacza Arktyki i hydrografa, który wspierał wyprawę . 
W 1949 roku zatwierdzono nazwę Booth Island .

## Geografia
Wyspa w północno-wschodniej części Wilhelm Archipelago  u zachodnich wybrzeży Półwyspu Antarktycznego, oddzielona od Graham Coast przez Lemaire Channel . Ma kształt litery „Y” a jej najwyższym wzniesieniem jest Wandel Peak (980 m) , który został zdobyty w 2010 roku przez ekspedycję francuską: Mathieu Cortiala, Lionela Daudeta i Patricka Wagnona . 
Na Booth Island odnotowano występowanie grzybów z rodziny kruszownicowatych (Umbilicariaceae) – Umbilicaria antarctica i Umbilicaria kappenii .
Wyspa jest jednym z niewielu miejsc w rejonie Półwyspu Antarktycznego, gdzie występują trzy gatunki pingwinów – pingwin białooki, pingwin białobrewy i pingwin maskowy . 

## Historia
Booth Island została odkryta w styczniu 1874 roku przez niemiecką ekspedycję antarktyczną (1873–1874) pod dowództwem Eduarda Dallmanna (1830–1896) . 
W 1904 roku po północnej stronie wyspy w niewielkiej zatoce Port Charcot zimowała ekspedycja francuska pod dowództwem Jeana-Baptiste Charcota (1867–1936). Usypano tu kamienny kopiec, na którym zamontowano drewnianą kolumnę i tabliczkę z imionami członków ekspedycji Charcota, którzy zimowali na wyspie . Kopiec znajduje się na liście historycznych miejsc i pomników w Antarktyce (ang. Historic Sites and Monuments in Antarctica, HSM), objętych ochroną na mocy Układu Antarktycznego ze względu na wartość historyczną, dokumentującą odkrycia i badania Antarktyki .
W latach 1956–1957 wyspa została sfotografowana z powietrza przez Falkland Islands and Dependencies Aerial Survey Expedition (FIDASE) . 